# 샤이어 전투
샤이어 전투 또는 강변마을 전투는 J. R. R. 톨킨의 반지의 제왕에 등장하는 샤이어에서 벌어진 작은 규모의 전투이다. 소설에서만 묘사되며, 영화에서는 분량 문제로 톰 봄바딜과 같이 이 전투 장면이 삭제되었다. 

## 계기 및 결과
분노한 엔트들에게 아이센가드라는 거대한 요새를 파괴당하고 사루만이 마지막으로 계략을 꾸며 샤이어의 호빗들을 괴롭혀왔고, 툭 집안의 저항 세력이 올라왔지만 호빗들의 큰 동요를 일으키지 못해 계속 실패 하고 있었다. 하지만 반지 원정대에서의 역할을 끝낸, 프로도, 샘과 메리, 피핀이 돌아와서 호빗들의 동요를 일으켜 전쟁, 사실상 싸움이 일어났고, 반지의 제왕에 따르면 호빗은 10여명이 사망했고, 사루만의 군대는 절멸한 것으로 묘사된다. 그리고 사루만이 호빗에게 허탈하게 웃음을 보이며 나가던 도중 그리마 웜통그에게 사루만은 살해당하고 만다.